# Jepkorir Rose Chepyator-Thomson
Jepkorir Rose Chepyator-Thomson est une athlète et enseignante-chercheuse née en 1954 au Kenya.  
Spécialiste de la course de demi-fond et de fond, elle est la femme la plus rapide d'Afrique dans les deux disciplines en 1980. Expatriée aux États-Unis depuis 1979, elle est deux fois championne nationale et onze fois membre de l'équipe All-America en athlétisme en salle, en athlétisme en plein air et en cross-country. Elle est six fois championne de la Big Ten Conference qui regroupe quatorze universités, dont trois fois de suite en cross-country.     
Diplômée de l'université du Wisconsin à Madison, elle est professeure au département de kinésiologie de l'université de Géorgie. Ses recherches se concentrent sur les programmes d'études, le genre, la mondialisation et les politiques liées au sport.

## Biographie

### Jeunesse
Jepkorir Rose Chepyator-Thomson est née en 1954 au Kenya. Elle grandit dans le comté d'Elgeyo-Marakwet, connu comme étant la principale région  kényane pourvoyeuse d'athlètes de haut-niveau. Elle étudie au lycée pour filles de Singore et devient avec Saina Chirchir la première coureuse de l'établissement à se distinguer au niveau international à la fin des années 1970. 
Elle donne naissance à deux garçons avant de quitter le Kenya en 1979 pour les États-Unis d'où est originaire son mari. Elle obtient une bourse pour étudier à l'université du Wisconsin à Madison. 

### Carrière sportive
Jepkorir Rose Chepyator-Thomson est double championne nationale, remportant en 1982 le 1 500 mètres en extérieur et le relais en salle en 1983.
Elle est double-médaillée d'argent aux premiers championnats d'Afrique d'athlétisme, en 1979 à Dakar.
Elle est membre à onze reprise de l'équipe All-America en athlétisme en salle, en athlétisme en plein air et en cross-country. Elle est six fois championne de la Big Ten Conference, un groupement de quatorze universités gérant les compétitions dans quatorze sports  dans le Midwest des États-Unis, dont trois fois de suite en cross-country. 
Toujours classée parmi les dix meilleurs coureurs de l'université du Wisconsin à Madison dans le mile, le 1 500 mètres et le 3 000 mètres, elle est intronisée dans le Hall of Fame de l'établissement en 1994.

### Carrière universitaire
Jepkorir Rose Chepyator-Thomson étudie à l'université du Wisconsin à Madison où elle passe un master en éducation physique en 1986 puis un second en études pédagogiques et politiques en 1988 avant d'obtenir son doctorat en éducation physique en 1990. 
Elle devient professeure, enseignant d'abord au Collège de Brockport, de l'université d'État de New York (SUNY-Brockport) puis en 2006 à l'université de Géorgie. Ses recherches se concentrent sur les programmes d'études et les questions politiques liées au sport et à l'éducation physique, à la diversité urbaine et transnationale, à la mondialisation et au sport, et au genre et au sport. 
Elle dirige et codirige les publications de plusieurs ouvrages. En 2005, African Women and Globalization : Dawn of the 21st Century (Les femmes africaines et la mondialisation : l'aube du XXIe siècle) qui tente de replacer les femmes africaines au centre du discours sur la mondialisation. En 2013, dans Global perspectives on physical education and after-school sport programs, elle examine avec Shan-Hui les politiques publiques en matière d'éducation physique et sportive et donne un aperçu de ce qui se pratique dans différents pays du monde. En 2020, Youth, Globalization, and Society in Africa and It's Diaspora (Jeunesse, mondialisation et société en Afrique et sa diaspora) présente un aperçu des défis et des opportunités de la mondialisation pour les jeunes africains et la diaspora et comment les pays africains y font face.
Ses travaux sont publiés dans l'International journal of Sport History, l'International Journal of Sport Policy, Politics et l'International Journal of Sport Management and Interchange.

## Palmarès
- 1978-1980 - Meilleure athlète féminine africaine au 3 000 m et 1 500 m.

## Distinctions reçues
- 1994 - Membre du All of Fame de l'université du Wisconsin à Madison
- 1983 - Médaille d'honneur de la Big Ten Conference

## Publications
- (en) Chepyator-Thomson, Jepkorir Rose., Ojo, Akinloye., Traore, Karim. et Sonkeng, Katja., Youth, Globalization, and Society in Africa and It's Diaspora, Cambridge Scholars Publis, 2020 (ISBN 978-1-5275-4685-1 et 1-5275-4685-3, OCLC 1143479907, lire en ligne)
- Chepyator-Thomson, Jepkorir Rose. et Hsu, Shan-Hui., Global perspectives on physical education and after-school sport programs, University Press of America, 2013 (ISBN 978-0-7618-6118-8, 0-7618-6118-1 et 978-0-7618-6117-1, OCLC 858763383, lire en ligne)
- Chepyator-Thomson, Jepkorir Rose., African women and globalization : dawn of the 21st century, Africa World Press, 2005 (ISBN 1-59221-353-7, 978-1-59221-353-5 et 1-59221-354-5, OCLC 61228575, lire en ligne)